# Encabalgamiento

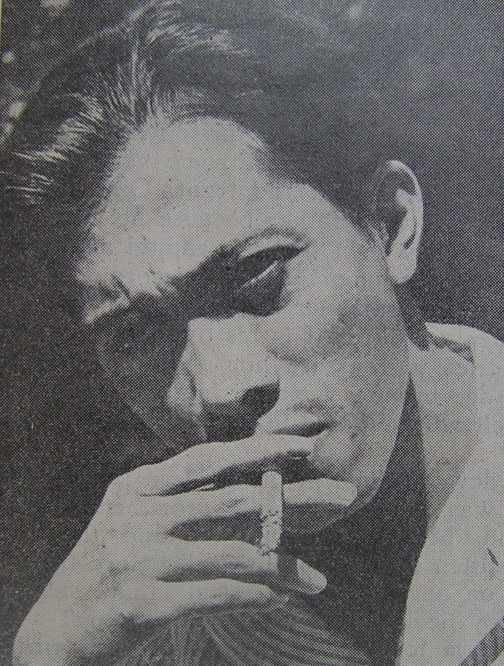
Poeta indonesio Chairil Anwar (1922 - 1949).

El encabalgamiento es un fenómeno métrico que tiene lugar cuando hay un desacuerdo entre unidad sintáctica y unidad métrica, esto es, cuando la unidad sintáctica excede la pausa versal y se desborda en el verso siguiente (lo que en francés recibe el nombre de rejet), o bien, cuando se anticipan al final de un verso elementos de la unidad de sentido que constituye el verso siguiente (Contre-rejet). En ambos casos, la frase inconclusa queda «a caballo» entre dos versos, lo que le otorga ese sentido metafórico al verbo encabalgar, del que procede el nombre del fenómeno. El término francés enjambement, que se ha popularizado también entre filólogos alemanes e ingleses —pese a que se pueden encontrar equivalentes en sus propias lenguas—, procede de un uso figurado del verbo enjamber (‘franquear’, ‘atravesar’), derivado etimológicamente del sustantivo jambe (‘pierna’), que establece una asociación metonímica con el pie métrico o versal. El fenómeno métrico opuesto recibe el nombre de esticomitia.
El efecto que produce el encabalgamiento es la alteración de «la armonía del paralelismo entre las estructuras rítmica, métrica y sintáctica» o, en otras palabras, una «dislocación del ritmo fluyente». De acuerdo con Alarcos, en el poema coexisten dos ritmos: el puramente lingüístico de la sintaxis, y el ritmo del verso, constituido por una secuencia marcada por acentos de intensidad colocados de una forma determinada y delimitada por la pausa versal o estrófica. El encabalgamiento desacompasa estos dos ritmos y tiende a hacer más breve la pausa versal, sustituyéndola por la pausa sintáctica, que en el caso de los encabalgamientos abruptos rompe en dos el verso siguiente, frenando con ello la lectura.
Los encabalgamientos pueden producir diversos efectos estilísticos, según el texto de que se trate y la coincidencia o contraste respecto a otros elementos. Entre ellos están, de acuerdo con Domínguez Caparrós, «dotar al ritmo de cierta variedad, ya que la coincidencia de unidad sintáctica y unidad rítmica acaba produciendo la sensación de monotonía; posibilidad de inserción del discurrir de la lengua hablada en el verso, puesto que se amplían los límites de la frase al no imponer limitaciones la pausa rítmica; las partes del grupo dividido por la pausa adquieren relevancia expresiva, pues por quedar aisladas se subrayan».
Helena Beristáin, por su parte, enumera los siguientes efectos de sentido: «Así, puede apoyar la ambigüedad; puede estimular la velocidad de la lectura para subrayar una impresión de impetuosidad que armonice con la pasión expresada; puede contrastar (produciendo sorpresa) con el apego a la regularidad con que se presentan otros aspectos de la forma elegida por el escritor. El encabalgamiento “niega parcialmente el metro” y el ritmo, y significa un retorno a la prosa, puesto que suprime en cierta medida la forma que es característica del verso».
Con respecto a esto último, podemos aludir también a los usos estilísticos que de este fenómeno se han dado en el llamado verso libre: «En algún caso el encabalgamiento obliga al metanálisis de la lectura, bien deshaciendo un cliché (Hombro a hombro, hasta ver a un pueblo en pie / de paz, izando un alba, Otero), bien haciendo que liguemos al rejet un elemento que, en primera instancia, habíamos unido a una palabra del verso primero (Domingo, flor de luz, casi increíble / día, Ángel González)».

## Tipología de los encabalgamientos
Además de la ya mencionada tipología francesa del enjambement, que distingue entre rejet y contrarejet, tradicionalmente se ha considerado, de acuerdo con la denominación propuesta por Dámaso Alonso, que existen dos tipos de encabalgamientos según la longitud del verso encabalgado:
- Encabalgamiento abrupto: cuando el sentido se prolonga de un verso a otro, pero se quiebra súbitamente en el segundo.

La muerte es un suplicio

banal, si se compara

con este andar a tientas

tras una sombra vaga.
 Nicolás Guillén, La muerte es un suplicio... (1948)

- Encabalgamiento suave: cuando el sentido prolongado, también de un verso a otro, sigue fluyendo ligadamente en el segundo hasta el final del verso.

Con tanta mansedumbre el cristalino

Tajo en aquella parte caminaba
 Garcilaso de la Vega, Égloga III (1543)

Otra tipología posible es la propuesta por Antonio Quilis, quien tiene en cuenta la naturaleza de los elementos escindidos por el encabalgamiento y distingue tres tipos:
- Encabalgamiento léxico: cuando se divide una palabra, que es una unidad de sentido, de significación, rigurosamente única.

Y mientras miserable-

mente se están los otros abrasando

con sed insacïable
Fray Luis de León, Oda a la vida retirada (ca. 1580)

- Encabalgamiento sirremático: cuando se escinde un sirrema, esto es, un grupo inseparable de palabras que la norma de la lengua no permite separar con un descanso, como por ejemplo Sust + Adj, Sust + complemento determinativo, Adv + V, Adj o Adv; pronombre átono, preposición, conjunción, artículo + el elemento que sigue; tiempos compuestos de los verbos y perífrasis verbales; palabras que se construyen con preposición + el término que introducen.[10]

Una tarde parda y fría

de invierno. Los colegiales

estudian. Monotonía

de la lluvia en los cristales.
Antonio Machado (1875-1939)

- Encabalgamiento oracional: cuando se separan el antecedente y el pronombre de una oración adjetiva específica, hallándose el antecedente de la oración adjetiva en el verso encabalgante, inmediatamente antes de la pausa versal, y el relativo en el verso encabalgado, tras la pausa.

Descolorida estaba como rosa

que ha sido fuera de sazón cogida
 Garcilaso de la Vega

Quedarían fuera de esta tipología aquellos casos en los que la pausa métrica escinda el sujeto y el verbo, o el verbo y el complemento directo. De acuerdo con Quilis, estas no crearían una pausa anómala a la estructura interna de la lengua y serían, pues, «susceptibles de una fácil escisión» y, por tanto, no recibirían el nombre de encabalgamiento. Kurt Spang propone la denominación de enlace métrico para designar esta «cohesión entre partes de la oración que no lleguen a la estrecha fusión de los elementos de una palabra y de un sirrema, pero que no dejan de notarse como más vinculados que otros».
Por último, otra tipología de encabalgamientos, también propuesta por Quilis, sería aquella que tiene en consideración la pausa métrica a la que la unidad sintáctica no se ajusta, y que haría distinguir entre:
- Encabalgamiento versal: el que coincide con la pausa final del verso.
- Encabalgamiento medial: el que coincide con la pausa intermedia del verso compuesto, la cesura; es decir, el que excede los límites del primer hemistiquio y se vuelca en el siguiente.

Podría añadirse a esta última tipología el encabalgamiento estrófico, propuesto por Nogales-Baena, que coincidiría con la pausa estrófica y que puede encontrarse con frecuencia entre los cuartetos y los tercetos que forman un soneto:

Pero si hubiera algo tan osado,

que, no obstante el peligro, al mismo Apolo

quisiera gobernar con atrevida

mano, el rápido carro en luz bañado

todo lo hiciera, y no tomara sólo

estado, que ha de ser toda la vida.
Sor Juana Inés de la Cruz